# 황신 (수호전)

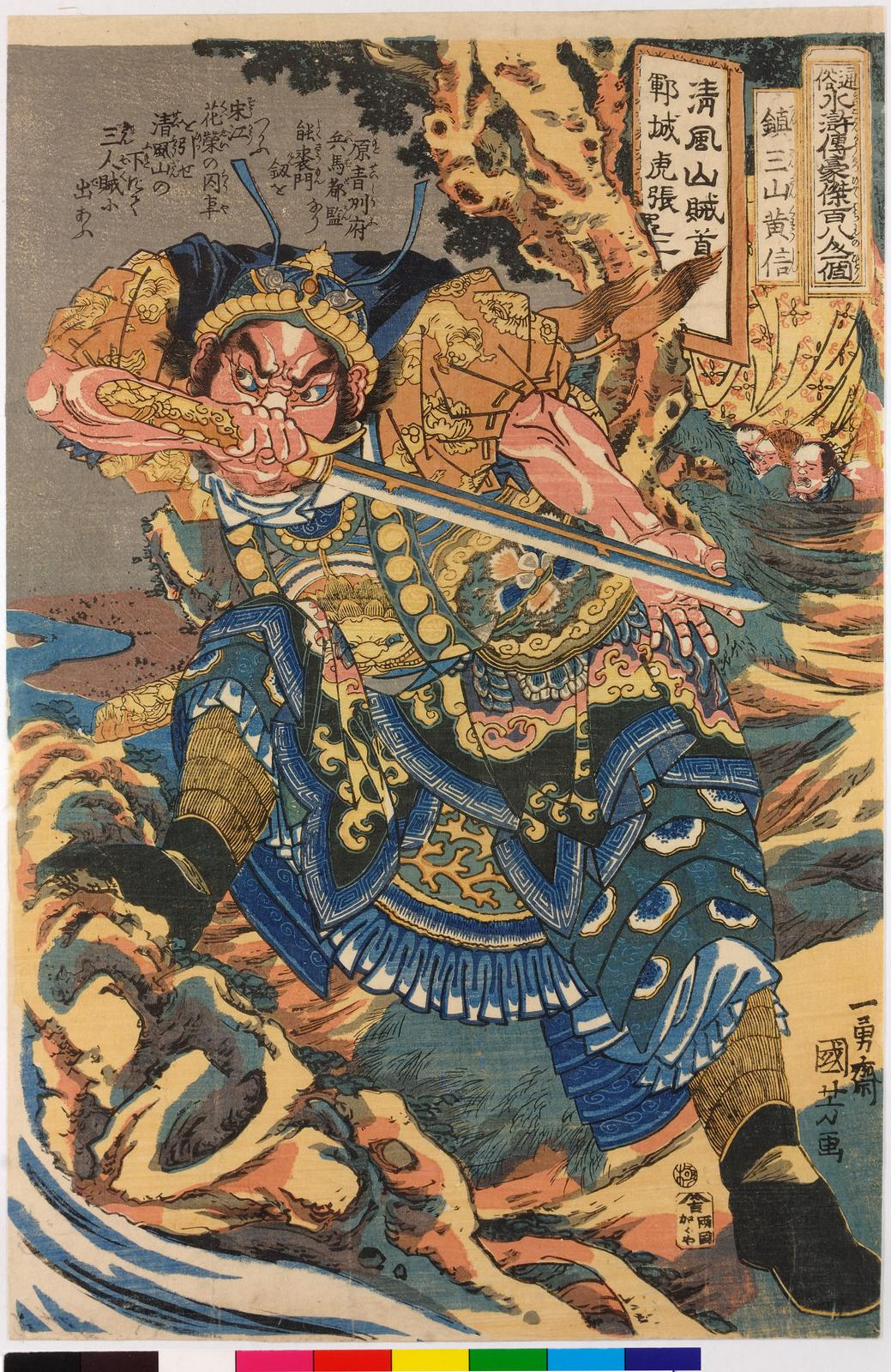
황신

황신(黃信)은 중국의 사대기서(四大奇書) 중 하나인 《수호전》(水滸傳)에 등장하는 인물로, 108성 중 38위이자 지살성(地煞星)의 지살성(地煞星)에 해당한다. 평소 청풍산(淸風山) · 이룡산(二龍山)  · 도화산(桃花山)의 산적들을 일망 타진할 것이라고 호언장담해 진삼산(鎭三山)이라는 별호로 불리며, 상문검(喪門劍)이라는 장검(長劍)의 명수이다.

## 생애
청주(靑州)의 병마도감(兵馬都監)이다. 어느 날 청풍채(淸風寨)의 장관(長官) 유고(劉高)의 아내가 청풍산(淸風山)의 산적인 왕영(王英)에게 붙잡혀 있다가 송강(宋江)에 의해 풀려난 뒤, 유고에게 청풍채의 다른 장관인 화영(花榮)을 만나러 온 송강이 산적이라고 해 송강이 유고에게 붙잡혔다. 이후 유고는 송강 편을 들어준 화영 또한 황신을 시켜 붙잡으려 했으며, 평소 산적을 싫어했던 황신은 이에 분노해 병사 50여명을 이끌고 화영을 방심시킨 뒤 붙잡는 데 성공했다. 그 뒤 유고는 두 사람을 청주로 연행하려 하였으나, 황신이 이끄는 호송대가 청풍산을 지나가게 되자 청풍산의 산적인 연순(燕順), 왕영(王英), 정천수(鄭天壽)가 호송대를 공격했다. 황신은 이에 저항하려 했지만 세 사람의 공격을 한 번에 당해낼 수 없어서 도망쳤고, 청풍산 산적들은 송강과 화영을 구출한 뒤 호송대와 같이 있던 유고를 살해했다. 이후 군정장관(軍政長官)인 진명(秦明)이 관군을 이끌고 공격해오자 지형을 이용해 이를 물리쳤으며, 송강 일행은 진명을 붙잡아 자신들의 동료로 삼으려고 하였지만 진명이 군인으로서의 자존심을 갖고 이를 거부하자 풀어주었다. 하지만 청주의 태수(太守)인 모용언달(慕容彦達)이 진명의 가족들을 살해하고 진명을 죽이려 하자, 진명은 다시 청풍산으로 돌아와 산적의 일원이 되었다.
그 뒤 진명이 황신에게 청풍산 산적의 일원으로 합류해 달라고 설득했으나, 황신은 자신이 싫어하는 산적에 합세하고 싶지 않다고 거절했다. 하지만 산적의 두령이 인망이 높기로 유명한 송강이라는 것과 지금까지 있었던 일들이 전부 유고가 꾸민 계략이었다는 것을 깨달았으며, 결국 자신이 산적만도 못한 관리 밑에 있었다는 것을 부끄럽게 여기고 송강 일행에게 사죄한 뒤 청풍산 산적의 일원이 되었다. 이후 송강 일행이 화영의 가족들을 구출하고자 청풍채를 습격하자, 황신은 요새 내부에서 적군을 혼란에 빠뜨린 뒤 송강 일행을 맞이하는 역할을 수행했다. 그 뒤 동경(東京)에서 토벌대가 올 것을 우려해 송강은 청풍산의 산적들을 이끌고 양산박(梁山泊)으로 향했으며, 도중에 개인적인 사정으로 송강이 제외된 채 나머지 일행들은 양산박의 일원이 되었다.
이후 송강이 관에 자수해 강주(江州)로 유배된 뒤 처형될 위기에 처하자, 황신은 다른 양산박 산적들과 함께 유배지로 가 송강을 구출했다. 그 뒤 축가장(祝家莊)과의 전투에서 선봉에 나섰으나, 적군이 만들어 놓은 미로로 인해 함정에 빠져 적군에게 사로잡혀 포로가 된 뒤 양산박 동료들에 의해 구출되었다. 고당주(高唐州)에서의 전투 당시에는 요새를 지키는 역할을 수행했으며, 호연작(呼延灼)과의 싸움에서는 적군의 화살에 맞아 부상당해 당분간 치료에 임했다.
108성 집결 이후에는 기병군(騎兵軍) 소표장(小彪將)의 필두를 맡았으며, 손립(孫立)과 함께 임충(林冲)의 부장으로서 활약하였다. 이후 왕경(王慶)와의 전투에서 반충(潘忠)을 죽였으며, 방랍(方臘)의 난을 진압하는 과정에서 곽세광(郭世廣)과의 일대일 대결에서 호각을 다툰 뒤 흡주(歙州)에서 손립 등과 함께 왕인(王寅)을 쓰러뜨리는 전공을 세웠다. 방랍의 난을 평정한 뒤 양산박 군이 해산한 이후에는 관직이 수여되었으며, 방랍 토벌 중 전사한 진명 대신 청주의 군정장관으로 임명되었다.